# لرما
لرما (به اسپانیایی: Lerma (Burgos)) یک شهرستان در اسپانیا است که در کاستیا و لئون واقع شده‌است.

## خصوصیات
لرما ۱۶۶ کیلومترمربع مساحت و ۲٬۸۳۶ نفر جمعیت دارد و ۸۴۹ متر بالاتر از سطح دریا واقع شده‌است.